# Claus Mathias-Clamath
Claus Mathias-Clamath, auch Claus Mathias (* 6. Mai 1955 in Naila), ist ein deutscher Sänger, Gitarrist, Komponist und Texter.

## Biografie
1976 war Claus Mathias Schmidt Sänger und Gitarrist der Band Red Baron, mit der er das Album Two Wings veröffentlichte. Ab 1978 machte er als Sänger diverser Solo-Singles auf sich aufmerksam, die unter seinem verkürzten Namen Claus Mathias erschienen und zum Teil im Stil der Neuen Deutschen Welle aufgenommen waren. Eine Chartnotierung gelang ihm allerdings nicht. Im Februar 1981 trat er mit seinem Lied Wenn einer ihr ans Leder geht, einer Coverversion des Eddie-Rabbitt-Hits Drivin’ My Life Away von 1980, in der ZDF-Sendung disco auf. Dort war er ein weiteres Mal im April 1982 mit dem Titel Bin ich niemand zu Gast. Mit Jedes Lied kann ein neuer Anfang sein bewarb er sich im selben Jahr für eine Teilnahme am Vorentscheid zum Eurovision Song Contest.
1982–89 war Claus Mathias Mitglied der bayrischen Gruppe Relax, die in dieser Zeit mit drei Alben und sechs Singles Chartplatzierungen erklomm. Als Komponist, Arrangeur und Texter war er neben Relax u. a. für Wind, Bernie Paul, David Hasselhoff, Rolf und seine Freunde, Guillermo Marchena und Die Partyvögel tätig, als Chorsänger war er 1988 an den Aufnahmen zu Nicoles Album So wie du beteiligt.

## Diskografie
Singles
- 1975: Irgendwann fängt es immer an / Mädchen, wir sind auf dem richtigen Weg
- 1976: Liebe ist kein Kinderspiel / Du und ich
- 1978: Eine Nacht mit dir / Ein heißer Kuss im Strandkorb
- 1981: Wenn einer ihr ans Leder geht / Solange wir Freunde sind
- 1982: Bin ich niemand / Jedes Lied kann ein neuer Anfang sein
- 1983: Zeitmaschine / Träume süß (Tiefenrausch)
- 1984: Relax (komm tu es) / Alleine in der Nacht
- 1987: With a Knife (als CLIFF MATTHEWS)
- 1995: Come Together (mit Bernie Paul)